# Kuroshio (corrente oceanica)

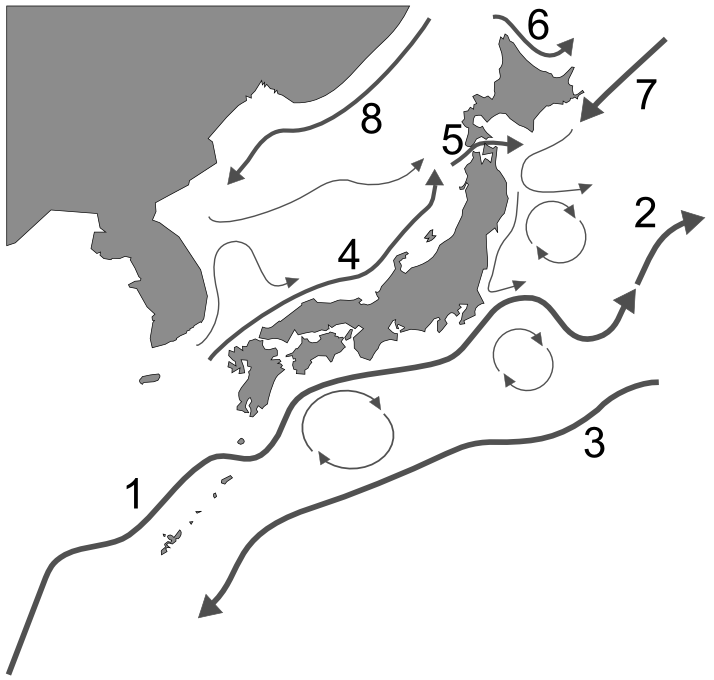
Le correnti oceaniche che circondano l'arcipelago giapponese: 1. Kuroshio 2. Estensione della Kuroshio 3. Controcorrente Kuroshio 4. Corrente Tsushima 5. Corrente Tsugaru 6. Corrente Sōya 7. Oyashio 8. Corrente Liman

La Kuroshio (黒潮?, "corrente nera", italianizzata in Curoscivo) è la seconda corrente oceanica più grande al mondo, dopo la corrente circumpolare antartica. Inizia nell'Oceano Pacifico occidentale al largo delle coste di Taiwan e si muove in direzione nord-est verso il Giappone, dove si unisce alla corrente del Pacifico settentrionale. È il corrispettivo della corrente del Golfo per l'oceano Atlantico, trasporta acqua calda tropicale verso le regioni polari del nord. Questa corrente è chiamata anche "corrente nera", la traduzione letterale di kuroshio, nome dovuto all'intenso blu delle sue acque.
I suoi omologhi sono a nord la corrente del Pacifico settentrionale (formata dalla collisione, al largo della costa orientale giapponese, della stessa Kuroshio con la Oyashio, una fredda corrente subartica proveniente da nord), a est la corrente della California e a sud la corrente Equatoriale Nord.
Un'alta concentrazione di uranio passa ogni anno attraverso questa corrente (circa 5,2 milioni di tonnellate).
Le acque calde della Kuroshio rendono possibile la vita alla barriera corallina del Giappone, la più settentrionale delle barriere coralline del mondo. Il ramo della corrente nel Mar del Giappone è chiamato "corrente di Tsushima", mutuando il nome dallo stretto di Tsushima. 